# لورينغاو
لورينغاو هي عاصمة محافظة مانوس وأكبر مدنها، وهي تتبع بابوا غينيا الجديدة. تقع المدينة على حافة ميناء سيالدير في جزيرة مانوس، في الجزر الأميرالية، وفي إحصاء عام 2000 بلغ عدد سكان لورينغاو 5829 نسمة.